# Route nationale 206
Die N206 war eine französische Nationalstraße, die 1860 zwischen Collonges und Annemasse festgelegt wurde. Ihre Länge betrug 34,5 Kilometer. 1866 wurde sie noch zur N203 nordöstlich um 4,5 Kilometer auf 39 Kilometer verlängert. 1973 wurde das Stück am Défilé d’Ecluse zwischen der N84 und N206A abgestuft, und 1978 erfolgte eine neue Führung der N206:
- N 84 Bellegarde-sur-Valserine–Défilé de l’Ecluse
- N 206A Défilé de l’Ecluse
- N 206 Défilé de l’Ecluse–Rosses
- N 203 Rosses–Machilly
- N 203B Machilly–Douvaine

Diese Führung wurde 2006 komplett abgestuft.

## Streckenverlauf
| Position | höchste zulässige Gesamtgeschwindigkeit | Fahrbahnen | Typ                          | Abschnitt                        | Längengrad | Breitengrad |
| -------- | --------------------------------------- | ---------- | ---------------------------- | -------------------------------- | ---------- | ----------- |
| 1        | 110                                     | 2          |                              | D903_74                          | 46.2060    | 6.2905      |
| 2        | 110                                     | 2          | Vollständige Anschlussstelle | Saint-Cergues-RD15               | 46.2267    | 6.3125      |
| 3        | 110                                     | 2          | Vollständige Anschlussstelle | Saint-Cergues – Les Framboisiers | 46.2440    | 6.3256      |
| 4        | 110                                     | 2          | Teil-Anschlußstelle          | Machilly                         | 46.2540    | 6.3245      |
| 5        | 110                                     | 2          | Ende an Straße               |                                  | 46.2615    | 6.3195      |

## N206a
Die Nummer N206A wurde ab 1933 für die N84A verwendet. Weiteres befindet sich im entsprechenden Artikel: Route nationale 84a. Eine zweite N206A wurde zwischen 1933 und 1936 zwischen Étrembières und Monnetier-Mornex eingerichtet. Diese wurde 1973 abgestuft.